# Penstemon punctatus
Penstemon punctatus là một loài thực vật có hoa trong họ Mã đề. Loài này được Brandegee mô tả khoa học đầu tiên năm 1911.